# Sphinx pinastri
La sfinge del pino (Sphinx pinastri (Linnaeus, 1758)), nota anche come sfinge del pinastro o sfinge del pino selvatico è un lepidottero appartenente alla famiglia Sphingidae.

## Descrizione

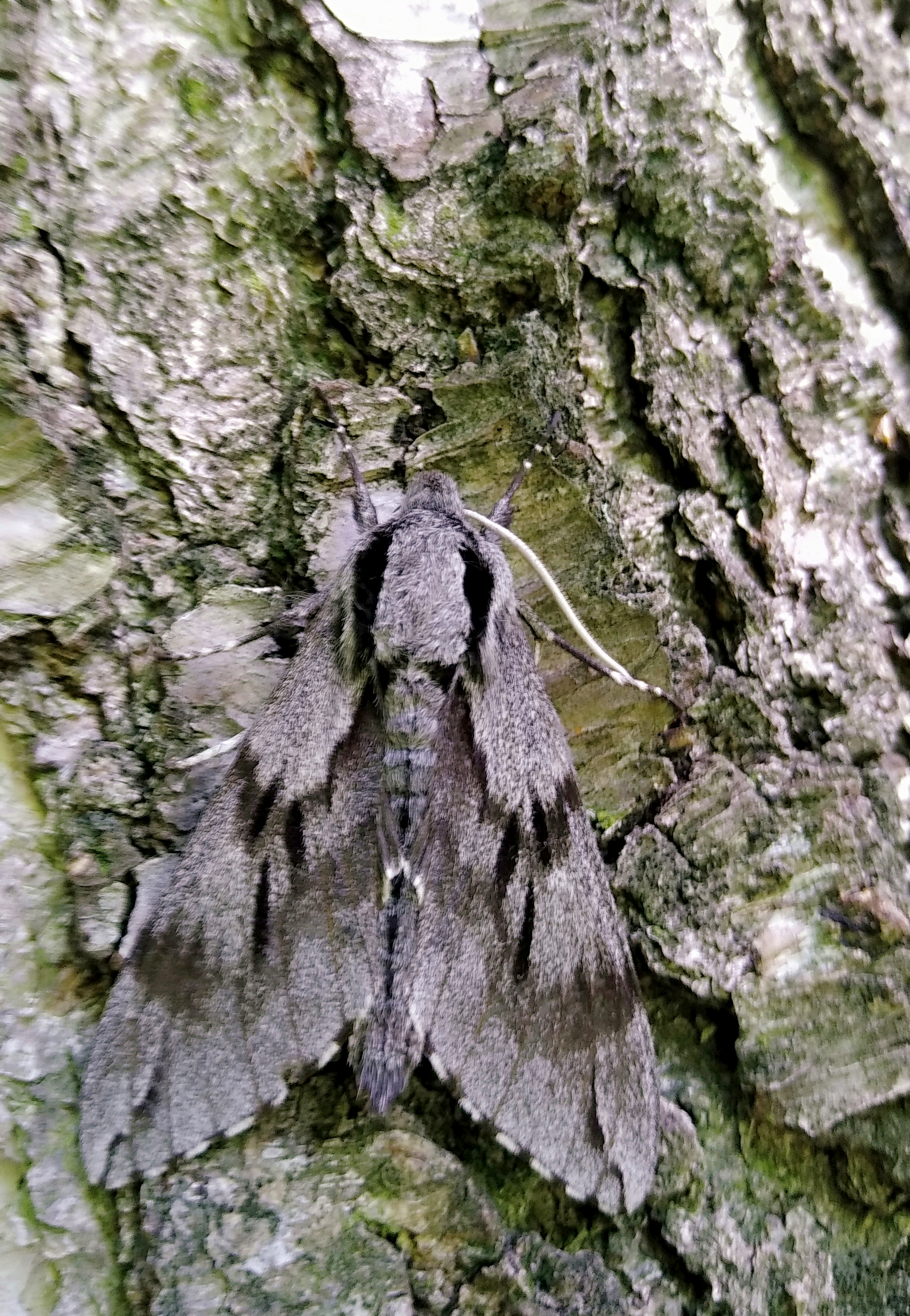
Un esemplare sul un tronco di una betulla

Il bruco di Spinx pinastri è di colore verde, con un'appendice posteriore. Sul dorso corre una linea rossastra, affiancata su entrambi i lati da una linee giallastre. La crisalide è di color bruno. Nell'insetto adulto le ali di Sphinx pinastri sono in genere di color nero con disegni grigi. L'apertura alare è di 70–89 mm. La parte dorsale del torace è grigia con due bande più scure che corrono su entrambi i lati.

## Biologia

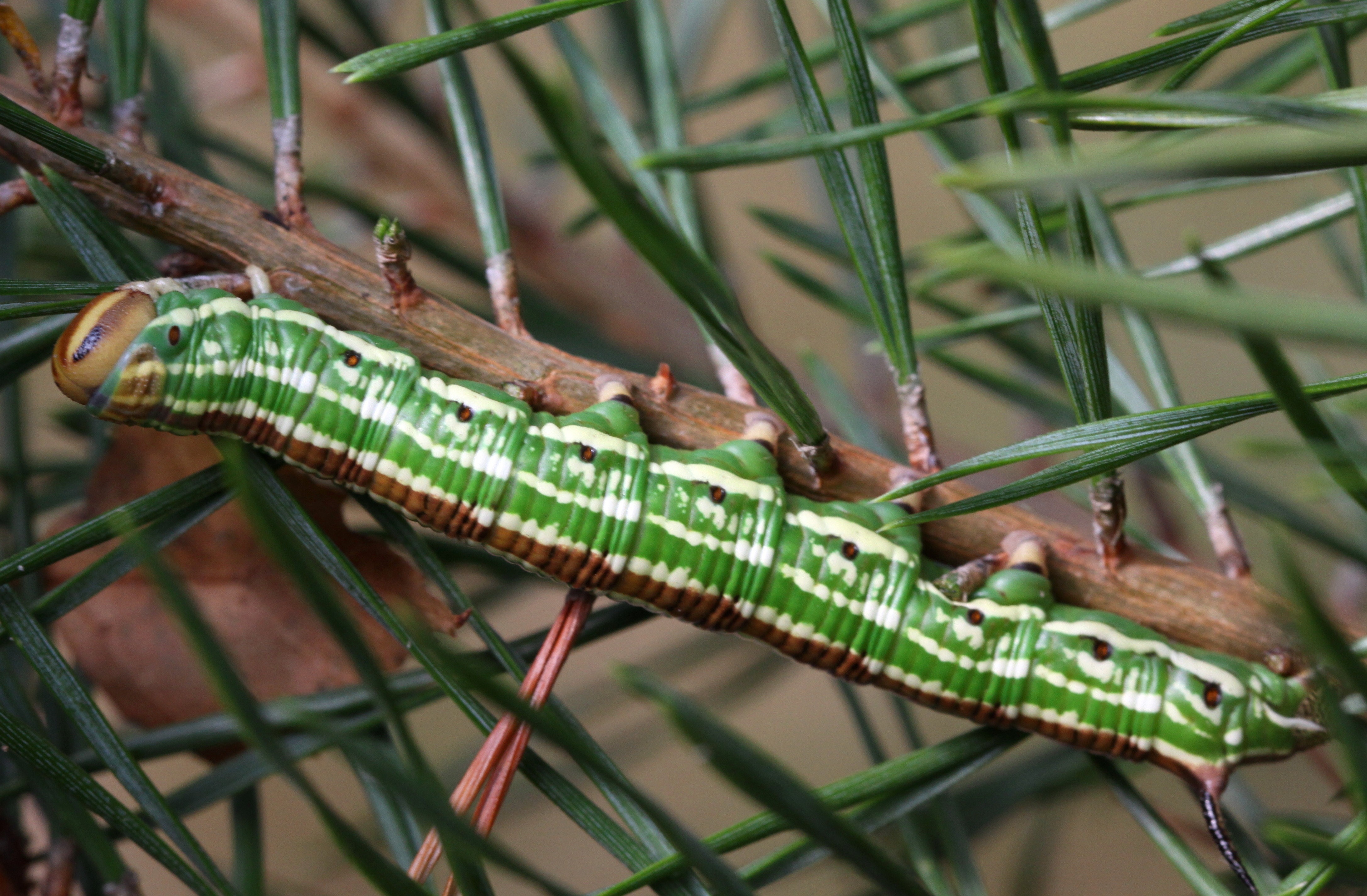
Bruco su aghi di conifera

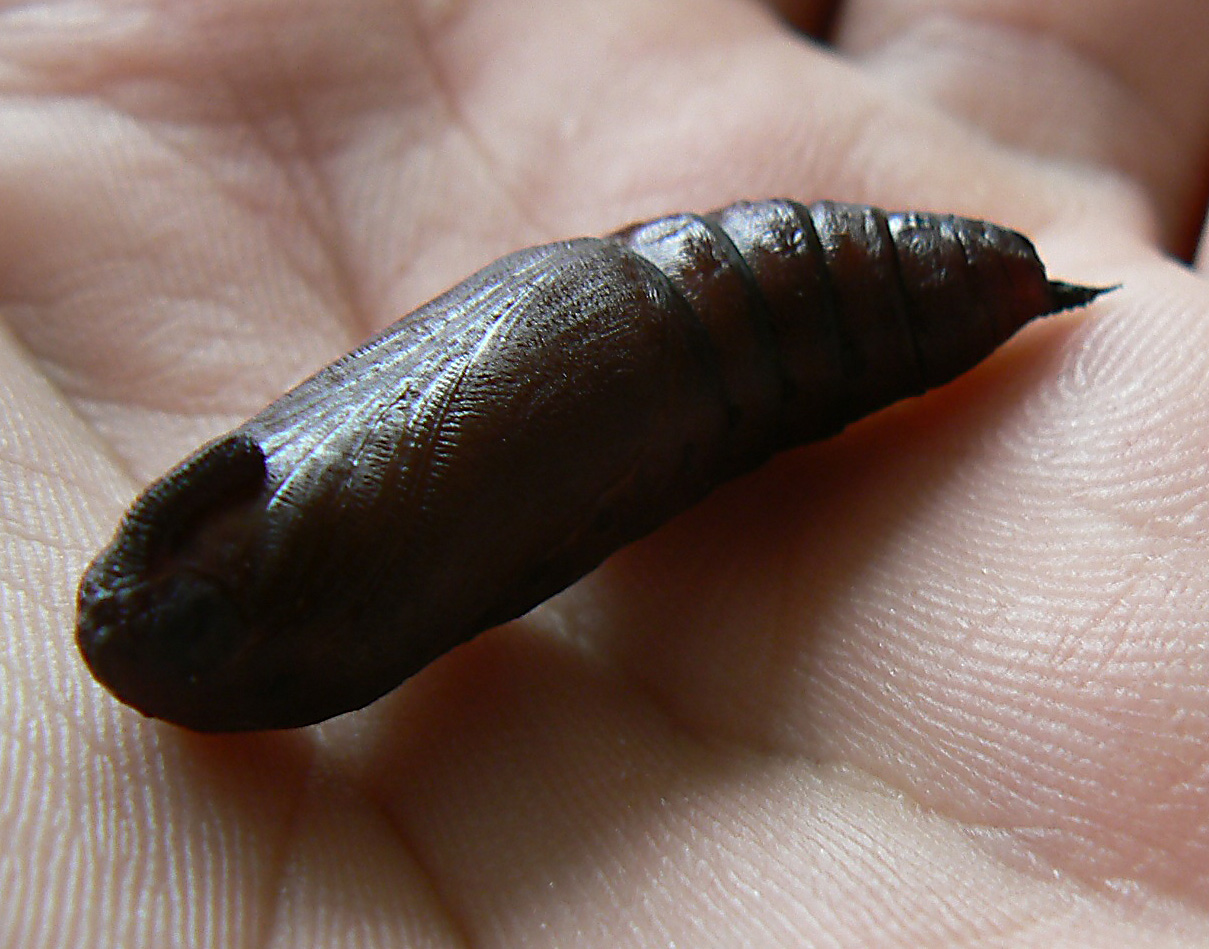
Una crisalide

Le femmine depongono le uova in gruppi di due o tre per volta sugli aghi di pino o di abete rosso. In generale il ciclo di vita dell'insetto si limita ad una sola generazione annuale, ma nelle zone a bassa quota ci può essere una parziale seconda generazione con sfarfallamento degli adulti verso la fine della stagione estiva. Alcuni bruchi delle ultime età larvali possono essere osservati fino all'inizio di ottobre mentre si stanno preparando ad impuparsi al bordo di sentieri o strade forestali che tagliano pinete o peccete, ma spesso molti di loro non riescono a portare a termine la trasformazione.

## Distribuzione e habitat
La specie ha un areale che comprende quasi tutta l'Europa e la Siberia, ed è presente, sia pure con meno frequenza, anche in Nord America ed in Estremo oriente. Il suo principale habitat sono i boschi di conifere, ma può anche essere trovata in parchi e giardini.